# Maltesische Badmintonmeisterschaft 2025
Die Maltesische Badmintonmeisterschaft 2025 fand vom 8. bis zum 9. Februar 2025 in Kirkop und Birkirkara statt.

## Sieger und Platzierte
| Disziplin    | Gold                          | Silber                        | Bronze                                     |
| ------------ | ----------------------------- | ----------------------------- | ------------------------------------------ |
| Herreneinzel | Matthew Abela                 | Sam Cassar                    | Nigel Degaetano                            |
| Herreneinzel | Matthew Abela                 | Sam Cassar                    | Thomas Saliba                              |
| Dameneinzel  | Francesca Clark               | Lauren Azzopardi              | Emily Abela                                |
| Dameneinzel  | Francesca Clark               | Lauren Azzopardi              | Elenia Haber                               |
| Herrendoppel | Matthew Abela Matthew Galea   | Mark Abela Sam Cassar         | Stephen Ferrante Aldo Polidano             |
| Herrendoppel | Matthew Abela Matthew Galea   | Mark Abela Sam Cassar         | Samuel Calì Nigel Degaetano                |
| Damendoppel  | Lauren Azzopardi Elenia Haber | Francesca Clark Martina Clark | Suzie May Gafa' Craus Monique Monika Vella |
| Damendoppel  | Lauren Azzopardi Elenia Haber | Francesca Clark Martina Clark | Jade Fenech Julia Galea                    |
| Mixed        | Sam Cassar Francesca Clark    | Matthew Abela Elenia Haber    | Jeremy Mark Gatt Martina Clark             |
| Mixed        | Sam Cassar Francesca Clark    | Matthew Abela Elenia Haber    | Nigel Degaetano Lauren Azzopardi           |